# Adel Djerrar
Adel Djerrar (sinh ngày 3 tháng 3 năm 1990) là một cầu thủ bóng đá người Algérie thi đấu cho JS Kabylie ở vị trí tiền vệ.